# Druebregne
Druebregne-slægten (Onoclea) er en slægt af bregner i Mangeløv-familien. Slægten er formentlig monotypisk med kun én art. Denne art er naturligt udbredt i det østlige Asien og i det østlige Nordamerika. Herfra er den spredt, formentlig med mennesker, bl.a. til Nordeuropa. I Danmark og det øvrige Skandinavien er den meget sjælden.
Druebregne vokser i skovbundens skygge, helst i fugtig jord. Den er flerårig med indtil 3 meter lange jordstængler. De sterile skud er blegt gulgrønne til mellemgrønne, indtil 90 cm høje, udgår spredt fra jordstænglen. De fertile skud (dvs. skud med sporehuse) er rødbrune og meget små med tætte bladflige. Sporehusgrupperne sidder i små klaser, der kan minde om drueklaser – deraf navnet.
Druebregne fremstår som en lille busk, med bladplader som minder lidt om de ferske, unge skud af ask. Unge skud er blegrøde.
| Art |

- Druebregne (Onoclea sensibilis)

| Portal | Portal:Botanik |

| Botanik | Spire Denne botanikartikel er en spire som bør udbygges. Du er velkommen til at hjælpe Wikipedia ved at udvide den. |